# Едвард II Плантагенет
Едвард II (енгл. Edward II; 1284 — 1327) био је енглески краљ од 1307. до 1327. када је збачен са трона. Он је четврти син Едварда I и његове прве жене Елеаноре Кастиљске. Био је први енглески принц који је носио титулу Принц од Велса.
Оженио се 1308. године Изабелом, ћерком француског краља Филипа IV Лепог са којом је имао два сина и две кћери. Збачен је устанком који је предводила његова жена Изабела 1326. и морао је да преда круну свом сину Едварду III.
Убијен је у затвору 21. септембра 1327. по наређењу лорда Мортимера, љубавника краљице Изабеле.

## Владавина
Водио је рат са Шкотском у којем је претрпио пораз у бици код Банокберна, па је Шкотској морао признати независност. Тај пораз је био и посљедица сукоба са водећим великашима због извесног Пирса Гавестона којег је довео на двор, прогласио грофом од Корнвола и дао му богатство и утицај. Избила је политичка криза због чега је 1311. Едвард II морао да прихвати уредбе које су му ограничавале власт, а Гавестона су 1312. убили непријатељски расположени племићи.
Краљев рођак, Томас, гроф од Ланкастера, присталица уредби које су ограничавале краљеву власт, стекао је тако контролу над државом, све док га Едвард II није успио поразити у бици код Боробриџа 1322. године и наредио да се погуби. Уредбе је ставио изван снаге, али је и даље остао врло непопуларан владар.
Своју непопуларност захваљује и довођењу на двор својих нових љубимаца, оца и сина Деспенсера. Њихов утјецај на власт био је наглашено разбојнички и није поштивао насљедна права. Краљева посвећеност покровитељству над љубимцима и непридржавање оновремених предоџби о понашању краља довела је до нових незадовољстава. Најнезадовољнија Деспенсерима била је Едвардова супруга, краљица Изабела, кћер француског краља Филипа IV.

### Инвазија
Сукоб између Француске и Енглеске избио је када је Едвард одбио положити заклетву на вјерност француском краљу за територију Гаскоње. Нако неколико неуспјешних покушаја да се врати та територија, Едвард је послао своју супругу да преговара о склапању мировног споразума са Француском. Изабела је била одушевљена овом могућношћу и стигла је у своју домовину у марту 1325. године. Дана 31. маја 1325. године Изабела је постигла споразум и склопљен је мир у корист Француске, те се побринула да Едвард положи заклетву француском краљу у Француској. Едвард је, међутим, одлучио послати сина да обави његову дужност. Ово је била фатална одлука која је довела до пропасти Едварда и Деспенсера, пошто је Изабела, која је сада имала сина код себе, дала Едварду до знања да се неће вратити у Енглеску све док се не уклоне Деспенсери.
Изабелина дворска свита је била одана Едварду и вратила се у Енглеску, доносећи му шокантне вијести - Изабела је са љубавником, Роџером Мортимером, почела планирати инвазију на Енглеску. Едвард је био спреман за инвазију, али издали су га син, брат (који је био у браку са Мортимеровом сестром) и други племићи.
Изабела и Мортимер су стигли у Енглеску у септембру 1326. године са веома малим бројем војника. Едвард је сматрао да ће са лакоћом уништити војску своје супруге, али велики дио племића одбио се борити против краљице. Краљ се повукао на имање Диспенсерових након што су га, један по један, напуштали дворјани, све док није остао сам са Диспенсерима.
Старији Диспенсер погубљен је 27. октобра, а Изабела је затим послала војску у Велс гдје се скривао Едвард и син погубљеног Диспенсера. Дана 16. новембра краљ и млађи Диспенсер су ухваћени, а Диспенсер је кастриран, рашчеречен и објешен.

### Затвореништво
Изабела и Мортимер имали су Едварда у свом заробљеништву, али нису знали шта да ураде са њим. Најједноставније је било погубити га, тако да његову круну наследи син Едварда и Изабеле којег је она могла контролисати, а онда не би било бојазни да се Едвард врати на пријесто и казни своју супругу. Појединци су се противили погубљењу и збацивању краља, сматрајући да се то помазаном владару не може учинити, а да његов народ не прође некажњено. Умјесто тога, закључено је да ће Едвард остати у доживотном притвору. Међутим, Едварду би законски остале све краљевске овласти. Изабела је била узела велики печат краљевства и користила га за дефакто владање краљевством. Њене одлуке су, ипак, биле незаконите и могле су бити оповргнуте у сваком тренутку.
Парламент, који се у овој ситуацији поставио изнад ауторитета краља, на крају се сложио да уклоне краља. Понуђен му је избор: абдикација у корист сина или се опирати и ризиковати да његов трон на крају преузме неко некраљевске крви (вјероватно Роџер Мортимер). Едвард II је пристао на абдикацију ако народ прихвати његовог сина, Едварда, принца од Велса, за краља. Лордови су затим отказали своју верност Едварду II и његова владавина је тако завршила.

## Абдикација и смрт
Формална абдикација је објављена у Лондону 24. јануара, а почетак владавине четрнаестогодишњег Едварда III објављен је сљедећи дан. Бивши краљ је остао у притвору.
Неки сматрају да је Едвард II убијен 1327. године у дворцу Беркелеy, вероватно ужареним жарачем стављеним у дебело цријево кроз металну цијев, што је био начин усмрћивања који иза себе није остављао оптужујућих трагова и дјеловао је као природна смрт усмрћеног, а вјероватно је био и освета због његових наводних хомосексуалних склоности. Други, пак, мисле да је Едвард II био задављен, а неки чак сматрају да је заправо умро у Италији тек једанаест година након наводне смрти.

## Породично стабло
|  |                                           |  |  |  |  |  |  |  |  |  |  |  |  |  |  |  |
|  | 16. Хенри II Плантагенет                  |  |  |  |  |  |  |  |  |  |  |  |  |  |  |  |
|  |                                           |  |  |  |  |  |  |  |  |  |  |  |  |  |  |  |
|  |                                           |  |  |  |  |  |  |  |  |  |  |  |  |  |  |  |
|  | 8. Јован без Земље                        |  |  |  |  |  |  |  |  |  |  |  |  |  |  |  |
|  |                                           |  |  |  |  |  |  |  |  |  |  |  |  |  |  |  |
|  |                                           |  |  |  |  |  |  |  |  |  |  |  |  |  |  |  |
|  | 17. Елеонора од Аквитаније                |  |  |  |  |  |  |  |  |  |  |  |  |  |  |  |
|  |                                           |  |  |  |  |  |  |  |  |  |  |  |  |  |  |  |
|  |                                           |  |  |  |  |  |  |  |  |  |  |  |  |  |  |  |
|  | 4. Хенри III Плантагенет                  |  |  |  |  |  |  |  |  |  |  |  |  |  |  |  |
|  |                                           |  |  |  |  |  |  |  |  |  |  |  |  |  |  |  |
|  |                                           |  |  |  |  |  |  |  |  |  |  |  |  |  |  |  |
|  | 9. Изабела Анголемеска                    |  |  |  |  |  |  |  |  |  |  |  |  |  |  |  |
|  |                                           |  |  |  |  |  |  |  |  |  |  |  |  |  |  |  |
|  |                                           |  |  |  |  |  |  |  |  |  |  |  |  |  |  |  |
|  | 2. Едвард I Плантагенет                   |  |  |  |  |  |  |  |  |  |  |  |  |  |  |  |
|  |                                           |  |  |  |  |  |  |  |  |  |  |  |  |  |  |  |
|  |                                           |  |  |  |  |  |  |  |  |  |  |  |  |  |  |  |
|  | 10. Рамон Беренгар IV од Провансе         |  |  |  |  |  |  |  |  |  |  |  |  |  |  |  |
|  |                                           |  |  |  |  |  |  |  |  |  |  |  |  |  |  |  |
|  |                                           |  |  |  |  |  |  |  |  |  |  |  |  |  |  |  |
|  | 5. Елеонора од Провансе                   |  |  |  |  |  |  |  |  |  |  |  |  |  |  |  |
|  |                                           |  |  |  |  |  |  |  |  |  |  |  |  |  |  |  |
|  |                                           |  |  |  |  |  |  |  |  |  |  |  |  |  |  |  |
|  | 11. Беатриче Савојска                     |  |  |  |  |  |  |  |  |  |  |  |  |  |  |  |
|  |                                           |  |  |  |  |  |  |  |  |  |  |  |  |  |  |  |
|  |                                           |  |  |  |  |  |  |  |  |  |  |  |  |  |  |  |
|  | 1. Едвард II Плантагенет                  |  |  |  |  |  |  |  |  |  |  |  |  |  |  |  |
|  |                                           |  |  |  |  |  |  |  |  |  |  |  |  |  |  |  |
|  |                                           |  |  |  |  |  |  |  |  |  |  |  |  |  |  |  |
|  | 12. Алфонсо IX од Леона                   |  |  |  |  |  |  |  |  |  |  |  |  |  |  |  |
|  |                                           |  |  |  |  |  |  |  |  |  |  |  |  |  |  |  |
|  |                                           |  |  |  |  |  |  |  |  |  |  |  |  |  |  |  |
|  | 6. Фернандо III од Кастиље                |  |  |  |  |  |  |  |  |  |  |  |  |  |  |  |
|  |                                           |  |  |  |  |  |  |  |  |  |  |  |  |  |  |  |
|  |                                           |  |  |  |  |  |  |  |  |  |  |  |  |  |  |  |
|  | 26. Алфонсо VIII од Кастиље               |  |  |  |  |  |  |  |  |  |  |  |  |  |  |  |
|  |                                           |  |  |  |  |  |  |  |  |  |  |  |  |  |  |  |
|  |                                           |  |  |  |  |  |  |  |  |  |  |  |  |  |  |  |
|  | 13. Беренгела од Кастиље                  |  |  |  |  |  |  |  |  |  |  |  |  |  |  |  |
|  |                                           |  |  |  |  |  |  |  |  |  |  |  |  |  |  |  |
|  |                                           |  |  |  |  |  |  |  |  |  |  |  |  |  |  |  |
|  | 27. Елеонора Енглеска, краљица Кастиље    |  |  |  |  |  |  |  |  |  |  |  |  |  |  |  |
|  |                                           |  |  |  |  |  |  |  |  |  |  |  |  |  |  |  |
|  |                                           |  |  |  |  |  |  |  |  |  |  |  |  |  |  |  |
|  | 3. Елеонора од Кастиље                    |  |  |  |  |  |  |  |  |  |  |  |  |  |  |  |
|  |                                           |  |  |  |  |  |  |  |  |  |  |  |  |  |  |  |
|  |                                           |  |  |  |  |  |  |  |  |  |  |  |  |  |  |  |
|  | 14. Simon de Dammartin, Count of Ponthieu |  |  |  |  |  |  |  |  |  |  |  |  |  |  |  |
|  |                                           |  |  |  |  |  |  |  |  |  |  |  |  |  |  |  |
|  |                                           |  |  |  |  |  |  |  |  |  |  |  |  |  |  |  |
|  | 7. Жана од Понтјеа                        |  |  |  |  |  |  |  |  |  |  |  |  |  |  |  |
|  |                                           |  |  |  |  |  |  |  |  |  |  |  |  |  |  |  |
|  |                                           |  |  |  |  |  |  |  |  |  |  |  |  |  |  |  |
|  | 15. Marie of Ponthieu                     |  |  |  |  |  |  |  |  |  |  |  |  |  |  |  |
|  |                                           |  |  |  |  |  |  |  |  |  |  |  |  |  |  |  |
|  |                                           |  |  |  |  |  |  |  |  |  |  |  |  |  |  |  |